# 11027 Astaf'ev
11027 Astaf'ev è un asteroide della fascia principale. Scoperto nel 1986, presenta un'orbita caratterizzata da un semiasse maggiore pari a 2,1646342 au e da un'eccentricità di 0,0924277, inclinata di 1,16609° rispetto all'eclittica.
L'asteroide è dedicato allo scrittore russo Viktor Petrovič Astaf'ev.